# Hiroshi Kajiyama
Hiroshi Kajiyama (n. 13 iunie 1953, Prefectura Kanagawa, Japonia) este un gimnast artistic ce a reprezentat Japonia, medaliat olimpic. A participat la o ediție a Jocurilor Olimpice (1976) în care a câștigat o medalie de aur și o medalie de bronz.

## Participări
Lista de mai jos prezintă principalele competiții la care a participat Hiroshi Kajiyama de-a lungul carierei.
- gymnastics at the 1976 Summer Olympics – men's vault[*]